# Malpertuis (film)
Malpertuis is een film uit 1971 (tweede montage in 1973) van de Belgische regisseur Harry Kümel naar de gelijknamige roman van Jean Ray. De hoofdrollen worden vertolkt door Orson Welles en Susan Hampshire.
De film werd in 1972 genomineerd voor de Gouden Palm op het Filmfestival van Cannes.

## Verhaal
Een zeeman erft het huis van zijn oom. In het huis blijken de vroegere goden van de mythische berg Olympos te wonen. De overtuiging van een aantal gelovigen houdt hen in leven. Maar is de zeeman zelf nog wel bij zijn verstand?

## Rolverdeling
| Acteur               | Personage                                      |
| -------------------- | ---------------------------------------------- |
| Orson Welles         | Cassavius                                      |
| Susa Hampshire       | Nancy, Euryale, Alice, verpleegster, Charlotte |
| Michel Bouquet       | Charles Dideloo                                |
| Mathieu Carrière     | Jan                                            |
| Jean-Pierre Cassel   | Lampernisse                                    |
| Daniel Pilon         | Mathias Crook                                  |
| Walter Rilla         | Eisengott                                      |
| Dora van der Groen   | Sylvie Dideloo                                 |
| Charles Janssens     | Philarette                                     |
| Sylvie Vartan        | Bets                                           |
| Jet Naessens         | Eleonora                                       |
| Cara van Wersch      | Rosalie                                        |
| Jenny Van Santvoort  | Elodie                                         |
| Fanny Winkler        | moeder Griboin                                 |
| Bob Storm            | Griboin                                        |
| Gella Allaert        | Gerda                                          |
| Cyriel Van Gent      | dikke man                                      |
| Mariette Van Arkkels | hoertje                                        |

### Uncredited
| Acteur             | Personage             |
| ------------------ | --------------------- |
| Rosemarie Bergmans | voorbijgangster       |
| Ward de Ravet      | Doucedame             |
| Marc Didden        | matroos               |
| Johnny Hallyday    | matroos die Bets kust |